# Sphenomorphus scutatus
Sphenomorphus scutatus är en ödleart som beskrevs av  Peters 1867. Sphenomorphus scutatus ingår i släktet Sphenomorphus och familjen skinkar. IUCN kategoriserar arten globalt som livskraftig. Inga underarter finns listade i Catalogue of Life.